# Shazam (апликација)
Shazam или Шазам је апликација која може да идентификује музику, филмове, рекламе и телевизијске емисије, на основу кратког узорка који се репродукује, а уз помоћ микрофона на уређају.  Направила га је лондонска фирма Shazam Entertainment, а од 2018. године је у власништву компаније Apple Inc. Софтвер је доступан на Андроиду, macOS, iOS, Wear ОS, watchOS и као додатак за Google Chrome.
Првобитна компанија која је развила апликацију, Shazam Entertainment Limited, основали су 1999. године Крис Бартон, Филип Ингелбрехт, Ејвери Ванг и Дираџ Мукерџи.  24. септембра 2018. компанију је купио Apple за 400 милиона долара.  

## Преглед
Shazam открива песму користећи аудио отисак прста на основу графа временске фреквенције који се назива спектрограм. Користи уграђени микрофон паметног телефона или рачунара да прикупи кратак узорак звука који се репродукује у околини. Потом тај узорак чува у каталогу аудио отисака прстију у бази података. Корисник снима песму 10-ак секунди и апликација креира аудио отисак прста. Shazam ради тако што анализира снимљени звук и тражи подударање на основу акустичног отиска прста из базе података од преко милион песама.  Ако пронађе подударање, даје информације као што су извођач, наслов песме и албум назад кориснику. Неке имплементације Shazam-a укључују релевантне везе ка услугама као што су iTunes, Apple Music, Spotify, YouTube Мusic или Groove music . 
Shazam може да идентификује музику која се репродукује из било ког извора, под условом да ниво позадинске буке није толико висок да спречава узимање акустичног отиска прста, такође песма мора постојати у софтверској бази података.
Поред бесплатне апликације, компанија је објавила и апликацију Shazam Encore која се плаћа. У септембру 2012. услуга је проширена како би омогућила ТВ корисницима у САД да идентификују репродуковану музику, приступе информацијама о глумцима и добију линкове за информације о емисијама на интернету, као и додатне могућности за друштвене мреже. 
Године 2014. Shazam је редизајнирао своју апликацију и додао додатне опције. 

## Компатибилни уређаји
Shazam ради на Android, Wear OS, iOS, watchOS, BlackBerry OS и Windows Phone системима. Shazam је такође доступан за MacOS, као десктоп апликација која, када је омогућена, ради у позадини и аутоматски препознаје било коју песму која се репродукује на или у близини рачунара.  Аpple-ово лансирање iOS 8 у септембру 2014. дошло је са интеграцијом Shazam-a у Apple-ову Siri функцију. 

## Историја
Shazam Entertainment Limited су 1999. основали Крис Бартон и Филип Ингелбрехт. Они су били студенти на Калифорнијском универзитету Беркли и радили су у лондонској интернет-консултантској фирми Viant. За потребе стручњака за дигиталну обраду сигнала, оснивачки тим је тада ангажовао Ванга, који је докторирао на Универзитету Станфорд . Први профит остварен је тек 2016. године, 17 година након лансирања. 

### 2002–2006: Почеци
Испрва, 2002. године, апликација је покренута само у Великој Британији и била је позната као "2580", пошто је тај број означавао кратки код који су корисници уносили са свог мобилног телефона да би се музика препознала.  Позив би се аутоматски прекинуо након 30 секунди. Резултат би затим одмах био послат кориснику у облику текстуалне поруке која садржи наслов нумере и име извођача, уколико иста постоји у бези података. Касније, сервис је такође почео да додаје хипервезе у текстуалну поруку како би омогућио кориснику да преузме песму са интернета. 
Shazam је лансиран у САД на AT&T Wireless мрежи 2004. године у заједничкој понуди са Musicphone-ом, сада угашенiм компанијaмa са седиштем у Сан Франциску. Услуга је била бесплатна при лансирању, а АТ&Т је рекао да ће наплаћивати 0,99 долара за сваку будућу употребу. 
2006. године, корисницима је наплаћивано 0,60 фунти по позиву или су могли да се претплате за неограничено коришћење за 4,50 фунти месечно, такође и онлајн услугу за праћење свих ознака. 

### 2006–2017: Апликација за паметне телефоне и ширење
Shazam је први пут постао доступан као апликација за smartphone уређаје 2006. године искључиво на мобилном сервису Amp'd Mobile.
Shazam за iPhone је дебитовао 10. јула 2008. лансирањем Apple-овог App Store-a. Aпликација је бесплатно омогућила корисницима да покрену iTunes и директно купе песму,  иако је у почетку сервис имао проблема да идентификује класичну музику. 
Shazam је лансиран на Андроид платформи касније исте те године,  a на Windows Mobile Marketplace-у годину дана касније.  Encore се први пут појавио за iPhone у новембру 2009. 
У децембру 2009. Shazam је преузет десет милиона пута у 150 земаља на преко 350 мобилних оператера. Око осам одсто корисника купило је нумеру након што ју је овај сервис идентификовао.  Његов успех је довео до инвестиције од стране Kleiner Perkins Caufield & Byers у октобру 2009.   У јануару 2011. године, Apple је објавио да је Shazam била четврта највише преузимана бесплатна апликација свих времена на App Store-у, док је ривал SoundHound био најплаћенија iPaid апликацијa. 
У августу 2012, Shazam је објавио да је њихов сервис коришћен за препознавање пет милијарди различитих песама, ТВ емисија и реклама. Поред тога, Shazam је тврдио да има преко 225 милиона корисника у 200 земаља широм света.  Месец дана касније, компанија је објавила да недељно има више од 250 милиона корисника са два милиона активних корисника.  У 2014. години, апликација је објавила да има 100 милиона активних корисника месечно и преко 500 милиона преузимања.  У октобру 2014., Shazam је објавио да је његова технологија коришћена за идентификацију 15 милијарди различитих песама. 
Апликација Shazam била је на листи Techland-ових 50 најбољих Андроид апликација за 2013. годину.
У августу 2014. године, Shazam је најавио да више неће бити ажурирања за верзију Shazam(RED) након 7. августа. 
Apple-ово лансирање iOS-а 8 у септембру 2014. дошло је са интеграцијом Shazam-a у Apple-овог виртуелног помоћника Сири. 
У фебруару 2013. године, Shazam је најавио партнерство са продавницом музике Beatport, додајући своју библиотеку електронске музике тој услузи.  Shazam је 3. априла 2013. најавио ексклузивно партнерство са Saavn, сервисом за приказивањем музике на интернету, за индијско тржиште. Споразум је додао скоро милион песама на индијским језицима у базу података Shazam-а.     У јулу 2014, Shazam је најавио партнерство са Rdio-ом које омогућава Shazam корисницима да стримују целе песме унутар апликације. 
У мају 2015, Shazam је лансиран на Wear OS-у (раније Аndroid Wear). 
Рич Рајли  придружио се компанији Shazam као извршни директор у априлу 2013.  после више од 13 година рада у Yahoo-у!  Рајли је заменио Ендру Фишера, који је био ангажован из Infospace-а на место генералног директора 2005. како би ојачао партнерства у индустрији и повећао базу корисника.  Фишер је сада извршни председник.
Поред музике, Shazam је најавио сарадњу са партнерима на телевизији, рекламама и биоскопу. У мају 2014. National CineMedia је најавила партнерство са Shazam-oм како би Shazam укључила у FirstLook сегмент пре приказивања филма, у биоскопима Regal, AMC and Cinemark.  У новембру 2014. године, NCM и Shazam су објавили да су NCM FirstLook пред-емисије сада омогућене за Shazam на преко 20.000 филмских екрана широм Сједињених Држава. 
У августу 2014, Shazam је најавио лансирање Резоната, продајног производа који омогућава ТВ мрежама да приступе његовој технологији и корисничкој бази. Саопштење је укључивало најаву партнерстава са AMC, A&E, Dick Clark Productions и Fuse. 
Shazam је 2015. најавио партнерство са Sun Broadcast Group на "Shazam за радио", новој понуди која ће омогућити радио станицама да пласирају прилагођени садржај слушаоцима на преко 8.000 радио станица Sun Broadcast-а у САД. 
У децембру 2016, Shazam је најавио партнерство са апликацијом Snapchat.  Нова функција долази као део најновије верзије Snapchat-a и интеграције са Shazam-ом, што омогућава корисницима Snapchat-a да користе Shazam технологију за проналажење музичких информација притиском и држањем екрана камере, а све у склопу Snapchat-a. 

### 2018 – данас: део компаније Apple Inc.
Децембра 2017. године, Apple Inc. је најавио да ће купити Shazam за пријављених 400 милиона долара (300 милиона фунти).  Европска комисија је 23. априла 2018. године изјавила да ће надгледати ту куповину.  Европска комисија је одобрила аквизицију 6. септембра 2018. а договор је постигнут 24. септембра 2018.  

## Инвестиције
Од септембра 2012. ShМовилazam је прикупио 32 милиона долара од инвеститора.  У јулу 2013, компанија América Móvil је уложила 40 милиона долара у Шазам за непознат удео.  У марту 2014. године, Shazam је потврдио још 20 милиона долара нових инвестиција, чиме се укупна вредност компаније подиже на 500 милиона долара.  У раније спонзоре ове компаније укључује се и европска фирма ризичног капитала DN Capital, која је инвестирала у Shazam 2004. године. 

## Тужба за повреду патента
У мају 2009. Тун Хантер је оптужио Shazam за кршење америчког закона о патентима U.S. Patent 6.941.275, који покрива идентификацију музике и куповину на преносивом уређају.  Овај случај је решен у јануару 2010. у корист Шазама. 